# Prefettura di Gifu
La prefettura di Gifu (岐阜県?, Gifu-ken) è una prefettura giapponese situata nella regione di Chūbu ed è una delle poche prefetture giapponesi che non si affacciano sul mare.

## Geografia fisica

### Geografia politica

#### Posizione e appartenenza regionale
- Situata nella regione di Chūbu.
- Viene spesso indicata come parte della regione di Tōkai. Tale regione può essere costituita da quattro prefetture: Gifu, Aichi, Mie e Shizuoka oppure da tre: Gifu, Aichi e Mie.
- Talvolta è segnalata come parte della regione allargata di Tōkai e Hokuriku, costituita dalle quattro prefetture di Tōkai, dalla prefettura di Fukui, di Ishikawa e di Toyama.
- Prefetture confinanti: Nagano, Aichi, Mie, Shiga, Fukui, Ishikawa e Toyama.

#### Suddivisione interna
Provincia di Mino
- Situata nella parte meridionale della prefettura, corrisponde quasi perfettamente alla provincia storica omonima.
- È divisa in quattro distretti: Seinō a ovest, Tōnō a est, Chūnō al centro e Gifu nella parte centro-meridionale, in cui si trova anche l'omonima città e capoluogo della prefettura.
- Ha numerosi rapporti di scambio commerciale e industriale con la prefettura di Aichi e in particolar modo con la città di Nagoya.

Provincia di Hida
- Situata nella parte settentrionale della prefettura, corrisponde pressoché perfettamente alla provincia storica omonima.
- Poiché la parte settentrionale si trova a poca distanza dal mare, i rapporti di scambio commerciale e industriale con la prefettura di Toyama sono intensi.

### Morfologia
Gifu è una delle poche prefetture del Giappone che non hanno uno sbocco sul mare ed è caratterizzata da una morfologia variegata.
La zona settentrionale della provincia di Hida è occupata principalmente da montagne alte in media 3000 metri, mentre le pianure sono limitate per lo più alla piana di Takayama. Invece, nella parte meridionale della provincia di Mino si allarga la pianura di Nōbi, che si estende fino alla baia di Ise. In quest'area si uniscono le acque di tre grandi fiumi (Kiso, Nagara e Ibi) sulle cui sponde si affacciano numerosi paesi e villaggi; alcuni di questi si adagiano in depressioni sotto il livello del mare. La zona è costellata da dighe per limitare i rischi di inondazioni. Tale sistema viene chiamato Wajū (in mezzo al cerchio) ed è caratteristico di queste zone del Giappone.
Nella prefettura di Gifu sono presenti sei corsi d'acqua principali. La parte settentrionale della provincia di Hida ospita due sistemi fluviali principali che sfociano nel Mar del Giappone: uno fa capo al fiume Jinzū e l'altro si articola attorno al fiume Shō. La parte meridionale raccoglie il sistema fluviale imperniato sul fiume Kiso che sbocca nell'Oceano Pacifico. Al contrario, quasi tutti i corsi d'acqua della provincia di Mino sfociano nell'Oceano. Gli affluenti del Kiso scorrono in tutte e quattro le zone della provincia, mentre la parte meridionale della zona di Tōnō ospita anche i fiumi Shōnai e Yahagi. Inoltre, nella città di Gujō situata nella provincia storica di Echizen scorre il fiume Kuzuryū che si riversa nel Mar del Giappone.
I confini con le altre prefetture corrispondono per lo più alle catene montuose, tranne per dei tratti di confine con le prefetture di Aichi e di Mie, in cui la linea di demarcazione segue il corso dei fiumi.

### Clima
La provincia di Mino è circondata da montagne basse che influiscono sul suo clima con estati calde e inverni freddi. In particolar modo, nella città di Tajimi del distretto di Tōnō si registra ogni anno la temperatura più alta del Giappone (il 16 agosto 2007 è stata registrata la temperatura più alta della storia: 40,9 °C). Oltre al clima continentale, anche il surriscaldamento delle aree urbane e il fenomeno föhn causato dal caldo vento proveniente dal Kansai concorrono a innalzare le temperature estive, tanto che molti giapponesi concordano sul fatto che la prefettura di Gifu sia la più difficile da vivere durante l'estate. Anche La provincia di Hida è calda, ma leggermente meno rispetto a Mino, tuttavia durante l'estate non sono rare le giornate di caldo intenso.
Durante l'inverno il clima è freddo nelle zone continentali tra i monti, in particolare si dice che il paese di Mumaya della cittadina di Shōkawa (sotto l'amministrazione della città di Takayama) sia l'abitato più freddo di tutto lo Honshū.
| Zona geografica              | Temperatura media (°C) | Temperatura minima (°C) | Temperatura massima (°C) | Precipitazioni annuali | Precipitazioni minime al mese | Precipitazioni massime al mese |
| ---------------------------- | ---------------------- | ----------------------- | ------------------------ | ---------------------- | ----------------------------- | ------------------------------ |
| Gifu (provincia di Mino)     | 15,5                   | 4,3 (gennaio)           | 27,5 (agosto)            | 1.915,3 mm             | 47,3 mm (dicembre)            | 273,4 mm (luglio)              |
| Tajimi (provincia di Mino)   | 14,6                   | 2,9 (gennaio)           | 27,1 (agosto)            | 1.674 mm               | 40,4 mm (dicembre)            | 263,8 mm (settembre)           |
| Takayama (provincia di Hida) | 10,6                   | -1,6 (gennaio)          | 23,7 (agosto)            | 1.733,5 mm             | 79,3 mm (dicembre)            | 257,8 mm (settembre)           |
| Mumaya (provincia di Hida)   | 7                      | -5,2 (gennaio)          | 20 (agosto)              | 2.451 mm               | 120,7 mm (dicembre)           | 352,5 mm (settembre)           |

### Nomi storici
Storicamente esistono i nomi della provincia storica di Mino e di quella di Hida, ma alcune zone dell'attuale prefettura appartenevano in passato alla provincia di Echizen e a quella di Shinano.
- Area appartenente alla provincia di Echizen: nel 1958 una parte al paese di Itoshiro del distretto di Ōno nella prefettura di Fukui è stata accorpata alla città di Shirotori (l'attuale città di Gujō) del distretto di Gujō nella prefettura di Gifu.
- Area appartenente alla provincia di Shinano: nel 1958 una parte del paese di Misaka del distretto di Nishichikuma nella prefettura di Nagano è stata accorpata alla città di Nakatsugawa nella prefettura di Gifu.
- Area appartenente alla provincia di Shinano: il 13 febbraio 2005 il paese di Yamaguchi del distretto di Kiso nella prefettura di Nagano è stato accorpato alla città di Nakatsugawa nella prefettura di Gifu.

### Municipalità
- Nella prefettura sono presenti 21 città, 19 città minori e 2 paesi, per un totale di 42 entità amministrative locali. Il totale era di 100, fino a quando il paese di Fujihashi (l'attuale città di Ibigawa) fu accorpato al paese di Tokuyama nel 1987.
- La città principale della prefettura è il capoluogo Gifu.
- A seguito della grande riforma amministrativa locale del periodo Heisei, la città di Ōgaki è diventata l'unica città enclave di tutto il Giappone.
- Nella parte settentrionale della prefettura si trova la città di Takayama, la più vasta municipalità di quel tipo (shi 市) in Giappone: con un'estensione di 2.177,67 km² raggiunge quasi l'ampiezza dell'area urbana di Tōkyō.
- Nel 2005, la città di Nakatsugawa ha accorpato il paese di Yamaguchi del distretto di Kiso nella prefettura di Nagano, creando l'unico precedente del periodo Heisei di accorpamento amministrativo tra due prefetture differenti.

## Storia

### Antichità
La prefettura è entrata a far parte del regno di Yamato a metà del IV secolo.
La posizione centrale rispetto allo stato giapponese, ha reso la provincia di Mino un luogo di scontri e di lotte fin dall'antichità. Fu infatti il quartier generale del principe Ōama (successivamente imperatore Tenmu) durante la battaglia di Jinshin del 672.

### Medio Evo
Con l'inizio del periodo Kamakura, la prefettura passò sotto la tutela della famiglia Toki, ma durante il periodo Sengoku fu il teatro delle attività di Saitō Dōsan e Oda Nobunaga, con una grande battaglia fra i due clan nel 1567 durante l'assedio di Inabayama e, nel 1600, fu il luogo di scontro della battaglia di Sekigahara tra Tokugawa Ieyasu e Ishida Mitsunari.
Origine del nome - Dalle memorie di Nobunaga, sembra che in occasione dell'attacco alla provincia di Mino, Oda Nobunaga cambiò il nome del paese di Iguchi situato ai piedi del castello di Inabayama in Gifu. Anche alcuni scritti della metà del periodo Edo recano Oda Nobunaga come fautore del nome attuale. Tuttavia esistono anche altre teorie: secondo l'opera di Kanji Nagase (長瀬寛二), dal titolo Gifu shiryaku (岐阜志略) pubblicata nel 1885, il nome Gifu esisteva prima dell'arrivo di Oda Nobunaga. Anche in altre opere antiche relative alla storia della città di Gifu, appaiono i nomi Gifu (岐阜), Gifuyō (岐阜陽) e Giyō (岐陽).

### Era moderna
Durante il periodo Edo, lo shogunato Tokugawa temeva la nascita di un potente daimyō nella ricca prefettura di Mino, quindi decise di frammentarla in han di minore estensione, di cui il più grande del periodo fu quello di Ōgaki con un valore di circa 10.000 koku. Il resto della regione fu separato nei seguenti han: Naeki, Iwamura, Hachiman, Takatomi, Kanō, Imao e Takasu. Al contrario, la prefettura di Hida era sempre stata povera ed evitò la tassazione, ma in cambio il rappresentante della regione nella capitale dovette svolgere ruoli di fatica come falegname. Nel periodo Edo, il governo mise gli occhi sulle risorse forestali e minerarie della regione, che passarono sotto il suo diretto controllo.

### Era contemporanea
- 22 novembre 1871: a seguito dell'abolizione del sistema han le novelle prefetture di Imao, Iwamura, Ōgaki, Kanō, Gujō, Takatomi, Naeki e Nomura vennero accorpate in una sola prefettura: Gifu, che inizialmente corrispondeva alla storica provincia di Mino.
- 21 agosto 1876: i distretti di Yoshiki, Ōno e Mashita appartenenti alla vecchia provincia di Hida furono annessi alla prefettura che assunse quasi del tutto la forma odierna.
- 1º luglio 1889: entra in vigore un nuovo sistema amministrativo che adotta la suddivisione in città (shi), città minori (chō) e paesi.
- 1º aprile 1955: viene composto l'inno della prefettura

## Città
| - Ena - Gero - Gifu (capoluogo) - Gujō - Hashima - Hida - Kakamigahara - Kani - Kaizu - Mino - Minokamo | - Mizuho - Mizunami - Motosu - Nakatsugawa - Ōgaki - Seki - Tajimi - Takayama - Toki - Yamagata |